# Villewälder bei Bornheim
Villewälder bei Bornheim este o arie protejată (arie specială de conservare — SAC, sit de importanță comunitară — SCI) din Germania întinsă pe o suprafață de 724,62 ha, integral pe uscat.

## Localizare
Centrul sitului Villewälder bei Bornheim este situat la coordonatele 50°46′44″N 6°52′19″E / 50.7789°N 6.8719°E.

## Înființare
Situl Villewälder bei Bornheim a fost declarat sit de importanță comunitară în martie 2001 pentru a proteja 1 specie de plante. Situl a fost protejat și ca arie specială de conservare în iulie 2005.

## Biodiversitate
Situată în ecoregiunea atlantică, aria protejată conține 2 habitate naturale: Păduri de fag Asperulo-Fagetum, Păduri de stejar sau de stejar și carpen sub-atlantice și medio-europene de Carpinion betuli.
La baza desemnării sitului se află o specie protejată de  plante: Dichelyma capillaceum.